# Isme
De term isme is een substantief afgeleid van het achtervoegsel -isme. Varianten op dit achtervoegsel worden in de meeste Indo-Europese talen gebruikt om te verwijzen naar een  ideologie, doctrine, dogma, kamp in een intellectueel conflict of leefwijze. Voorbeelden van ismen zijn katholicisme, liberalisme, totalitarisme en opportunisme.

## Etymologie
De uitgang -isme gaat via het Frans uiteindelijk terug op het Oudgriekse achtervoegsel -ismos. Dat werd gebruikt om zelfstandige naamwoorden te vormen bij werkwoorden die eindigden op -izein (dat voortleeft in het Nederlandse suffix -iseren). Zo staat baptizein voor onderdompelen en het bijbehorende zelfstandig naamwoord werd baptismos. Niet enkel in het Nederlands en het Frans, maar ook in de meeste andere Indo-Europese talen bestaat er een variant op dit achtervoegsel. Bijvoorbeeld het Duitse -ismus, het Engelse -ism of het Spaanse -ismo.

## Geschiedenis
Sinds de Oudheid wordt het achtervoegsel -isme gebruikt om te verwijzen naar denksystemen. Initieel werd dit echter vooral gebruikt in een religieuze context. Zo verwezen de Oude Grieken naar het Jodendom met de term 'judaismos' en naar het Christendom met de term 'christianismos.' In de Middeleeuwen bleef het gebruik van het achtervoegsel in West-Europa echter beperkt tot leenwoorden uit het Oudgrieks. Hier kwam pas verandering in tijdens de religieuze conflicten van de zeventiende eeuw. In deze periode was er een plotse proliferatie van religieuze termen, die eindigden op -isme. Opvallend aan deze nieuwe ismen was dat ze veelal pejoratief van aard waren. Vaak werden ze uitgevonden door een schrijver om een bepaalde religieuze groepering zwart te maken. Ook valt op dat de actoren die met deze term benoemd werden, zichzelf vaak niet als groep identificeren. Deze periode zag bijvoorbeeld de introductie van termen zoals papisme, satanisme, lutheranisme en atheïsme.
Het politieke gebruik van ismen kwam trager op gang. De zeventiende eeuw zag de opkomst van ismen, zoals machiavellisme en tiranisme. Typerend voor deze termen was dat ze niet, zoals vandaag de dag gangbaar is, termen waren van zelfidentificatie om te verwijzen naar een breed denksysteem. Het waren eerder pejoratieve termen die de nadruk legden op kleine aspecten van iemands handelen, die niet per definitie intellectueel van aard waren. Volgens de Duitse historicus Reinhart Koselleck kon het moderne gebruik van ismen als bredere politieke en intellectuele tradities pas ontstaan in de context van een democratie, waarin het voor grote groepen mensen mogelijk werd een invloed uit te oefenen op de toekomst van de politieke gemeenschap.
In het revolutionaire klimaat van de achttiende en negentiende eeuw ontstonden er verscheidene nieuwe politieke ismen. Zoals hiervoor waren ook deze termen pejoratief benoemd om een standpunt van een politieke tegenstander te verwerpen. De meest bekende hedendaagse ismen ontstonden vooral in de eerste helft van de negentiende eeuw. Zo ontstond de term 'socialisme' in de jaren dertig van de negentiende eeuw als een verwijt voor egalitaire protestbewegingen. De term 'liberalisme' ontstond in 1812 in de constitutionele crisis van Spanje als pejoratieve term voor degenen die tegen de macht van de koning waren. De term 'conservatisme' ontstond in 1818 in de context van de Bourbonrestauratie om te verwijzen naar pogingen om de verwezenlijking van de Franse Revolutie terug te schroeven. Toch valt op dat deze termen toen een veel engere betekenis hadden en meestal enkel werden toegepast in een nauw afgebakende context. Ook zou het lang duren voor deze termen wijd verspreid werden en waren andere ismen in deze periode populairder. Voorbeelden van populaire ismen uit deze periode zijn fanatisme, despotisme en barbarisme.
In de tweede helft van de negentiende eeuw en het begin van de twintigste eeuw ontstonden langzaam de meerpartijendemocratieën, die nu kenmerkend zijn voor West-Europa. De partijen die in deze context ontstonden, gebruikten vaak ismen als naam. Zo raakten woorden zoals conservatisme, socialisme en liberalisme breder in gebruik. Verder zorgde het groeiende belang van stemgerechtigde burgers ervoor dat er meer nadruk kwam te liggen op de opvattingen en doelen van de partijen. De vele pamfletten, speeches en partijprogramma's gaven zo langzaam vorm aan de hedendaagse betekenis van ismen.
Na de Tweede Wereldoorlog kreeg de term 'ideologie' een meer vaste betekenis als een geheel aan concepten, belangen en doelen die worden aangehangen door de leden van een politieke traditie. In deze periode kwam de associatie tussen ideologieën en ismen tot stand. De ismen die zich tot dan toe onafhankelijk ontwikkeld hadden, werden conceptueel aan elkaar gelinkt. Meer recente voorbeelden van ismen zijn ecologisme, globalisme en neoliberalisme.
Ten slotte ontstond na de Tweede Wereldoorlog ook een alternatief gebruik van het achtervoegsel. De opkomst van het fascisme in Italië en Duitsland en de opkomst van het communisme tijdens de Koude Oorlog heeft ervoor gezorgd dat ismen niet enkel verwijzen naar een politieke traditie of ideologie, maar ook naar een staatsvorm. Zo kunnen termen als 'liberalisme' en 'fascisme' zowel verwijzen naar ideologieën als naar politieke staatsstructuren. Er bestaan ook ismen die enkel naar staatsvormen verwijzen en veel minder naar ideologieën, zoals seksisme en racisme.

## Overige betekenissen
- ISME, afkorting voor International Society for Music Education - onderdeel van UNESCO
- ISME, afkorting voor International Society for Microbial Ecology - organisatie die onderzoek en kennis promoot in microbiële ecologie